# Sumi zlorab urada za preprečevanje pranja denarja
V času 3. vlade Janeza Janše naj bi bil urad za preprečevanje pranja denarja (UPPD) pod vodstvom Damijana Žuglja zlorabljen v politične namene. UPPD naj bi zlorabil pristojnosti urada za pridobivanje finančnih podatkov o političnih nasprotnikih aktualnih oblasti, kot so opozicijski politiki, vidni podjetniki in lastniki medijev, novinarji ter drugi za oblast nevšečni posamezniki. UPPD naj bi v okviru dogovora med slovenskim premierjem Janezom Janšo in srbskim predsednikom Aleksandrom Vučićem poizvedoval tudi za podatki Vučićevih političnih nasprotnikov v Srbiji, v zameno pa naj bi srbske institucije za protiuslugo pridobivale obremenjujoče podatke o favoritu na prihajajočih slovenskih državnozborskih volitvah Robertu Golobu.
UPPD je v času Žugljevega vodstva povečal obseg števila preiskav, ki so bile pričete na podlagi anonimnih prijav (namesto na podlagi prijav s strani drugih pristojnih državnih institucij, kot je bila do tedaj običajna praksa). UPPD so v tem obdobju zaznamovale tudi druge spremembe, ki bi lahko bile namenjene izvajanju političnih zlorab institucije oz. oteževanju odkrivanja teh zlorab, med drugim: veliko število novih zaposlitev (tudi več politikov koalicijskih strank), premik arhiva UPPD iz prostorov UPPD v prostore ministrstva za finance in zahteve po posredovanju podatkov v obliki fizičnih nosilcev namesto v elektronski obliki.
Zaradi suma zlorab urada je Nacionalni preiskovalni urad sprožil kriminalistično preiskavo, sume zlorab pa je v obravnavo vzela tudi parlamentarna preiskovalna komisija.

## Ozadje

### Vodstvene in kadrovske spremembe
UPPD je bil ena prvih institucij, katere vodstvo je zamenjala tretja vlada Janeza Janše. Aprila 2020 je minister za finance Andrej Šircelj razrešil dotedanjo direktorico Glojnarič in za v. d. direktorja imenoval Ivana Kopino, sicer bivšega dolgoletnega občinskega svetnika SDS in vodjo območnega odbora Združenje za vrednote slovenske osamosvojitve. Kopina ni imel predhodnih delovnih izkušenj na področju preprečevanja pranja denarja. Kopina je za namestnico direktorja nato imenoval svojo predhodnico Glojnarič, domnevno zaradi svojega pomankanja strokovnih izkušenj. Marca 2021 je po odstopu Kopine vlada za v. d. direktorja UPPD imenovala Damjana Žuglja. Žugelj je bil v času prve vlade Janeza Janše imenovan za direktorja Agencije za trg vrednostnih papirjev. Po navedbah Necenzurirano je bil Žugelj kot dorektor ATVP »eden ključnih akterjev vojne, ki jo je Janez Janša takrat napovedal »tajkunom««. Po navedbah Necenzurirano.si Kopina za polni mandat ni bil imenovan, ker ni izpolnil pričakovanj SDS, da bo svoj položaj izrabil za politične namene. Žugelj je takoj po nastopu na funkcijo direktorja zamenjal dolgoletnega vodjo sektorja za sumljive transakcije z osebo, ki jo je na UPPD zaposljil Kopina. Žugelj je bil na poln mandat na čelu UPPD imenovan septembra 2021, sedem mesecev pred državnozborskimi volitvami, kar naj bi po navedbah Necenzurirano botrovalo izredno hitremu izvajanju postopku v času Žugljevega vodstva, da bi lahko politično motivirane preiskave izvedli še pred morebitno zamenjavo oblasti. UPPD je prav tako v času Žugljevega vodstva zaključil rekordno število preiskav - v letu 2021 skoraj 3-krat več kot leto poprej. UPPD je po poročanju Necenzurirano pod vodstvom Žuglja izpeljal »kadrovsko revolucijo« - za časa januarja 2022 je bilo na novo zaposljenih 11 oseb, od tega 3 politiki stranke SDS in eden politični kandidat stranke SMC.

### Anonimne prijave kot podlaga za preiskave
Pod vodstvom Žuglja so ključno sredstvo dela UPPD postale anonimne prijave. UPPD je leta 2021 na lastno pobudo odprl 18 preiskav, 4 pa na pobudo FURS-a; samo v prvih mesecih leta 2022 pa je UPPD na lastno pobudo pričel že kar 25 preiskav; v letu 2020 je med tem na lastno pobudo pričel 2 preiskavi, leta 2019 pa eno. Del dokumentacije, ki jo je UPPD pridobil v letih 2021 in 2022, naj bi izginil. Na podlagi anonimnih prijav je v letih 2021 in 2022 UPPD dostopalo do podatkov bančnih računov več kot 100 oseb. Vodstvo naj bi nekatere pridobljene podatke zbralo in kot prijave posredovalo policiji, finančni upravi in drugim institucijam.

### Spremembe v načinu delovanja UPPD in očitki zlorab
Junija 2021 je Necenzurirano.si poročal, da je vodstvo UPPD v času 3. Janševe vlade pričelo pritiskati na zaposljene UPPD, naj začnejo z obravnavami političnih nasprotnikov vladajoče SDS; portalu Necenzurirano je več virov iz UPPD portdilo pritiske vodstva z zahtevami za preiskavo specifičnih posameznikov. Žugelj naj bi uslužbencem UPPD predložil seznam fizičnih in pravnih oseb, zoper katerih naj se prične vodenje postopkov, med katerimi naj bi bila tudi žena predsednika državnega zbora Igorja Zorčiča, ki ga je koalicija neuspešno poskušala razrešiti; Žugelj je predložitev takšnega seznama zanikal. UPPD je po informacijah Necenzurirano v tednih pred junijem 2021 odstopil od dotedanje prakse in pričel z začenjanjem preiskav zoper fizične in pravne osebe na podlagi anonimnih prijav, kar bi po navedbah Necenzurirano lahko predstavljalo tveganje za zlorabe. Glede na kasnejše poročanje je nekatere anonimne prijave na UPPD fizično prinesel kar sam Žugelj. Žugelj naj bi arhiv UPPD z desetletjem in pol dokumentacije preselil na ministrstvo za finance, kar po navedbah Necenzurirano povečuje tveganje za zlorabe arhivskih podatkov v politične in druge namene; Žugelj je za Necenzurirano navedel, da je bila starejša arhivska dokumentacija v okviru ustaljene prakse preseljena v prostore finančnega ministrstva medtem ko se tekoča in novejša dokumentacija še naprej hranijo v prostorih UPPD; po podatkih Necenzurirano naj Žugljeva navedba ne bi držala, saj da UPPD do tedaj nobenega dela svoje dokumentacije ni hranila na zunanji lokaciji; katere podatke je UPPD prenesel na finančno ministrstvo, ni bilo mogoče izvedeti. Glede na kasnejše poročanje Necenzurirano naj bi bila motivacija za prenos arhiva tudi sproščanje prostora za politično motivirano ribarjenje za podatki, ki je doprineslo velike količine dokumentacije. Po navedbah Necenzurirano so banke na podlagi dopisov z UPPD pričele zapirati račune posameznikom (kljub temu, da so bile prijave zoper njih pričete na podlagi anonimnih prijav), med katerimi so bili glede na kasnejše poročanje tudi znani podjetniki, ki so bili nevšečni za aktualno oblast.
Januarja 2022 je Necenzurirano.si poročal, da je bila v prostorih UPPD izpraznjena soba nekdanjega arhiva preurejena v sobo za zbiranje tajnih podatkov, do katere lahko dostopa le izbrana skupina uslužbencev urada, ki sta jih na uradu na novo zaposlila Kopina in Žugelj. Ti izbrani zaposljeni s posebnimi pooblastili naj bi obdelovali politično motivirane anonimne prijave (usmerjene zoper opozicijske politike, vidne podjetnike, novinarje in druge za aktualno oblast nevšečne subjekte), ki naj bi jih na urad naslavljali krogi vladajoče stranke SDS. Necenzurirano je tudi poročal, da je UPPD leta 2021 na več bank naslovil zahtevo, naj podatke UPPD odslej posredujejo le prek fizičnih nosilcev podatkov (npr. USB ključev) in ne prek elektronske poti, kot je bilo do tedaj običajno, tako posredovani podatki pa naj bi se nato zbirali v sobi za tajne podatke.
Julija 2023 je odgovorni urednik Mladine Grega Repovž je v urednišekm uvodniku zapisal, da so znake potencialnih zlorab UPPD že pred odmevnejšimi medijskimi razkritji zaznale nekatere državne institucije: informacijskega pooblaščenca je npr. kontaktirala oseba, ki jo je banka obvestila, da je njene bančne podatke septembra 2021 posredovala UPPD; informacijski pooblaščenec je nato »na podlagi prejetih revizijskih sledi [...] [ugotovil] enormno število vpogledov v račun v obdobju po marcu 2020, ko je v Republiki Sloveniji prišlo do spremembe oblasti«. Prav tako je na zlorabe po Repovževih besedah nakazovalo že razpolaganje z SDS povezanih medijev z podatki o poslovanju Roberta Goloba (ki jih bi lahko pridobil le UPPD) v predvolilnem obdobju.

### Širjenje pooblastil UPPD
Januarja 2022 je odbor za javne finance potrdil predlog novega zakona o preprečevanju pranja denarja in financiranju terorizma, ki ga je pripravilo ministrstvo za finance. Glavnino besedila zakonskega predloga naj glede na informacije Necenzurirano pripravili na UPPD. Predlog zakona je bil prvič v javni obravnavi novembra 2020. Vlada je predlog pripravila sklicujoč se na usklajevanje veljavne zakonodaje z evropskimi direktivami, pri katerem Slovenija zamuja. Predlog bi med drugim občutno razširil pooblastila UPPD, tako da bi lahko inšpektorji UPPD po novem brez sodne odredbe vstopali v prostore proti volje lastnika (fizične ali pravne osebe) in v prostorih v zasebni lasti pregledovali dokumentacijo in dostopali do elektronskih komunikacijskih naprav, plačilne institucije bi lahko primorane UPPD posredovati podatke o vseh transakcijah nad 15.000 € ne glede na tveganost transakcij s stališča pranja denarja ali financiranja terorizma, urad bi lahko brez podlage (relevantnosti za izpeljavo konkretnih postopkov) prosto dostopal do skoraj vseh državnih podatkovnih baz (pri čemer subjekti o pridobivanju in hranjenju njihovih informacij s strani UPPD nikoli ne bi bili obveščeni), urad pa bi lahko informacije na podlagi zahtev tudi posredoval ministrstvom za finance, notranje zadeve in pravosodje. Služba za zakonodajo DZ je glede zakonskega predloga spisala 17 strani pripomb, med drugim ker naj bi v nasprotju z ustavo omogočal neselektivno »praktično neomejen[o]« zbiranje podatkov in nesorazmerno poseganje v seznanitev posameznika. Informacijska pooblaščenka je opozorila, da bi zakon v primeru uveljavitve UPPD podelil neomejena pooblastila za zbiranje podatkov, ki bi kljub odsotnosti ustreznih varovalk presegala pooblastila vseh drugih državnih varovalk (UPPD je izražal stališče, da informacijski pooblaščenec ni pristojen za nadzor delovanja UPPD). Glavnino besedila zakonskega predloga naj glede na informacije Necenzurirano pripravili na UPPD. Zakon je bil s 44 glasovi za sprejet marca 2022; po tem ko na predhodni seji DZ ni dobil zadostne podpore, je bila zakonu dodana določba, da lahko zavezanec inšpektorju odkloni vstop v stanovanjske prostore, če inšpektor nima odločsebe sodišča. Opozicija je sprejetju zakona ostro nasprotovala, saj naj bi UPPD pod novim zakonom dobival preobsežna pooblastila.

## Primeri domnevnih zlorab

### United Media in Dragan Šolak
Novembra 2021 je UPPD na prošnjo Srbskih oblasti pričel postopek zoper Dragana Šolaka, ustanovitelja in solastnika United Group, lastnika Telemacha in izdajatelja N1 Slovenija. Srbski predsednik Vučić Šolaka obravnava kot nasprotnika, Šolakov srbski N1 pa je eden od redkih srbskih medijev, kritičen to srbskih oblasti. Pridobivanje podatkov o Šolaku naj bi bil del dogovora med tedanjim slovenskim premierjem Janšo in Vučićem o vzajemnem pridobivanju zaupnih podatkov o politično nevšečnih državljanih teh dveh držav (srbski urad je med tem pridobival obremenjujoče podatke o favoritu na prihajajočih slovenskih državnozborskih volitvah Robertu Golobu, ki so se kasneje pojavili v slovenskih medijih). V prvi polovici novembra - pred pričetkom preiskave - je Žugelj vsaj dvakrat službeno obiskal Srbijo, v naslednjih mesecih pa potovanja v Srbijo še večkrat ponovil; uradno je Srbijo obiskoval: »zaradi konkretne operativne analize ter mednarodne izmenjave podatkov in dokumentacije, ki jo je urad začel v mesecu novembru«. UPPD je preiskavo zoper Šolaka sprožil na podlagi ene strani dolge anonimne prijave v angleškem jeziku brez dokazov, ki omenja 4 transakcije in očita pranje denarja, izogibanje davkom in kršenje delovne zakonodaje. V okviru obsežne preiskave je UPPD v manj kot 3 tednih izdal 238 zahtev za vpogled v 195 transakcijskih računov 107 fizičnih in pravnih oseb (povprečno UPPD v preiskavah izda le 2-3 zahteve za vpogled, v največ primerih pa zgolj eno). Transakcije se je preverjalo do 15 let v preteklost. K preiskavi je pristopil tudi FURS. UPPD običajno tako obsežne preiskave sproži na pobudo organov pregone in ne anonimnih prijav, obsežnejše preiskave pa trajajo mnogo mesecev, medtem ko je bila preiskava zoper šolaka sprocesirana v enem mesecu. Preiskavo zoper Šolaka sta slovenski in srbski UPPD izrabila kot izhodišče za pridobivanje podatkov o srbskem opozicijskem politiku Draganu Đilasu, ki naj bi bil zajet v preiskavi zoper Šolaka.
UPPD je tekom obsežne preiskave med drugim vpogledoval ne le v vse Šolakove bančne račune, temveč tudi vse račune njegovih podjetji v Sloveniji in račune odgovornih fizičnih oseb v teh podjetjih; račune odgovornih fizičnih oseb v podjetjih, ki jih je v zadnjih 15 letih kupil Telemach; račune pravnih in fizičnih oseb, povezanih z Šolakovih golf igriščem v Sloveniji ter direktorja Save, ki je Šolaku to golf igrišče prodala; Šolakovih ožjih in širših družinskih članov. Med fizičnimi osebami, katerim je UPPD v okviru preiskave preiskal bančne račun, je bila tudi odgovorna urednica N1 Slovenija Katja Šeruga.

#### Pro Plus
UPPD je brez zakonske podlage ali suma storitve kaznivega dejanja vpogledoval tudi v bančne račune Branka Čakarmiša, vodje družbe Pro Plus, ki izdaja najbolj gledano slovensko televizijsko postajo Pop TV in informativni portal 24ur. Podlaga za dostopanje do Čakarmičevih podatkov naj bi naj bi bila preiskava zoper Šolaka, četudi Čakarmiša ni imel nikakršnih poslovnih povezav s Šolakom in njegovimi podjetji.

#### Adria Media
Tik pred državnozborskimi volitvami je UPPD vpogledal tudi v bančne račune Tomaža Drozga, tedanjega lastnika medijske skupine Adria Media, katere večinski delež je prodajal Šolakovi družbi United Group.

#### Nasprotniki srbskega predsednika Vučića
30. novembra 2021 je UPPD v okviru preiskave zoper Šolaka pričel preiskovati 3 srbske državljane, ki veljajo za politične nasprotnike srbskega predsednika Vučića: opozicijskega politka Dragana Djilasa, njegovega brata Gojka Djilasa in zastopnika nekaterih njunih podjetji Pascala Schmida. UPPD je v okviru preiskave zoper trojico v nasprotju z ustaljeno prakso od bank izrecno zahteval, naj zahtevane podatke posredujejo v obliki fizičnih nosilcev, kar bi lahko otežilo kasnejši nadzor nad preiskavo, olajšalo pa kopiranje in razširjanje pridobljenih podatkov izven urada. Marca 2021 je sicer Vučić Djilasa javno obtožil, da ima skrit bančni račun; dan kasneje se je v srbskih tabloidih pojavil domnevni izpisek z tega računa, ki se je kasneje izkazal za ponaredek, ki ga je za vladajočo srbsko politiko ustvaril izraelski politični svetovalec Tal Hanan (Team Jorge); v ponarejenem izpisku je bil omenjen tudi Schmid.
UPPD je ovadil slovensko podjetje Ooblee, ki ga je lastniško obvladoval Gojko Djilas, čeprav to od ustanovitve leta 2019 do pričetka preiskave ni nikoli poslovalo. Po navedbah Necenzurirano je UPPD podjetje izkoristil kot edini možni izgovor za vpogledovanje v račun dejanske tarče - Gojkovega brat Dragana - ki ga v preiskavo UPPD ni mogel neposredno vplesti, saj ni imel nikakršnih finančnih povezav s Slovenijo.

#### Podaja kazenskih ovadb s strani UPPD in FURS
Januarja 2022 je Žugelj nato policiji glede Šolakovih podjetji naznanil več sumov kaznivih dejanj, s čimer je formalno retrospektivno upravičil preiskavo; ovadbo zoper več deset fizičnih in pravnih oseb sta na podlagi zbranih podatkov spisala Žugelj in namestnik direktorja FURS Simon Starček (sicer član SDS) ter jo naslovila na direktorico NPU Petro Grah Lazar osebno. Žugelj je kazensko ovadbo podal v navzkrižju z določili pristojne zakonodaje, ki določa, da UPPD o svojih ugotovitvah prisojne organe zgolj obvesti. Kot enega glavnih indicev pranja denarja je Žugelj navedel okoli 80 milijonov € prihodkov, ki jih je med letom 2007 in 2021 ustvaril Telemach z gotovinskim poslovanjem - pri problematiziranih gotovinskih prilivih, ki jih je Žugelj v javni izjavi označil za »najhujšo obliko kaznivih dejanj hudodelske kriminalne združbe« je šlo za gotovinsko plačevanje položnic naročnikov Telemacha (predvsem upokojenci, ki v Telemachovih poslovalnicah tako položnice plačujejo brez provizije). NPU je nekaj mesecev kasneje tožilstvo obvestil, da sumov kaznivih dejanj ni bilo mogoče potrditi, zato je marca 2023 tožilstvo ovadbo zavrglo.

### ECM Partners in Dejan Rajbar
UPPD je sredi leta 2021 (kmalu po prihodu Žuglja na vodstvo UPPD) pridobival bančne podatke Dejana Rajbarja, solastnika in člana vodstva podjetja ECM Partners, ki deluje kot predstavnik ameriškega finančnega sklada York Global Finance. Slednja gospodarska družba ima v lasti 43 % lastniški delež slovenske hotelirske družbe Sava (katere podpredsednik upravnega odbora je Rajbar), za prevzem katere se je v istem obdobju potegoval poslovnež iz krogov madžarskega premierja Viktorja Orbana. ECM Partners je prav leta 2018 od DUTB prevzel srbsko telekomunikacijsko poslovno družbo Nuba, kar naj bi bila osnova za pričetek preiskave. Rajbar je prav tako član uprave holdinga DZS, ki ima med drugim v lasti časopisno podjetje Dnevnik.

### Aleksander Čeferin
Mladina je maja 2023 poročala, da so na UPPD in FURS nameravali preiskovati bančne račune vidnega kritika tedanje vlade Aleksandra Čeferina po tem, ko so se v javnosti pojavile špekulacije o Čeferinovemu morebitnemu vstopu v politiko. Tako Žugelj kot tedanji direktor FURS Starček sta informacijo zanikala.

### Andrej Saje
Necenzurirano je julija 2023 poročal, da je UPPD vpogledoval v bančne podatke novomeškega škofa Andreja Sajeta - načelnika liberalnega krila Slovenske rimokatoliške cerkve (RKC), ki ga je za škofa imenoval papež Frančišek. Pričetek preiskave je sovpadal z Sajetovim hitrim kariernim vzponom - Saje je bil v manj kot enem letu najprej imenovan za škofa, nato pa je postal še predsednik Slovenske škofovske konference (SŠK). UPPD je preiskavo zoper njega sprožil kmalu po njegovem imenovanju za predsednika SŠK. Pri preiskavi naj bi UPPD sodeloval tudi z FURS.
UPPD naj bi po podatkih Necenzurirano preiskavo zoper Sajeta pričel na podlagi anonimne prijave. O anonimni prijavi zoper Sajeta, ki je bila naslovljena na več državnih institucij, je sicer že poleti leta 2022 poročalo več slovenskih medijev; ta je Sajetu očitala davčno utajo in davčne kršitve in naslovljene institucije pozivala k previrjanju pravilnosti naznanitve prihodkov, ki jih je Saje zaslužil z delom pomožnega duhovnega na avstrijskem Koroškem. Ugotavljanje morebitin kršitev davčne zakonodaje sicer ni v pristojnosti UPPD.
UPPD je po podatkih Necenzurirano preiskavo zoper Sajeta sprožil maja 2022, po državnozborskih volitvah in tri tedne pred razrešitvijo Žuglja. Ker je bilo očitno, da se obeta zamenjava oblasti, naj bi UPPD preiskavo zoper Sajeta izvajal karseda hitro, da bi podatke pridobili še pred Žugljevo zamenjavo. UPPD je tako nemudoma po prejetju anonimne prijave na več slovenskih bank naslovil zahteve za podatke o Sajetovih bančnih računih, ki naj bi jih od vsaj ene od bank pred Žugljevo razrešitvijo tudi prejeli.
SDS je tesno povezana z vrhom ljubljanske nadškofije, ki jo vodi načelnik konservativnega krila slovenske RKC Stanislav Zore. Zore je vodil SŠK pred Sajetom. Zore je prav tako v dobrih osebnih odnosih z Janezom Janšo, slovenska RKC pa je z Zoretom na čelu nudila javno podporo 3. vladi Janeza Janše. Poizvedovanje UPPD bi tako lahko predstavljalo pomoč SDS zavezniškemu konservativnemu krilu RKC za obračun z Sajetom v kontekstu spora med konservativnim in liberalnim krilom znotraj RKC.

### Zavod Iskreni
Julija 2023 je portal 24ur na podlagi neuradnih informacij poročal, da je UPPD vpogledoval v bančne račune konservativnega društva Zavod Iskreni, ki je sicer blizu stranki Nova Slovenija.

### Ostali
Odgovorni urednik medija Necenzurirano Primož Cirman je dejal, da razpolaga z dokazi, da je UPPD vpogledoval v vsaj en račun člana ekipe tega medija.

## Preiskave
Februarja 2022 je NPU glede na neuradne informacije Necenzurirano pričel kriminalistično preiskavo zlorabe UPPD v politične namene. Portal 24ur navaja, da bo pri preiskavi NPU ključno ugotoviti, ali je direktor UPPD Žugelj glede tarč dobival navodila politike in ali so pridobljeni podatki odtekali iz UPPD.
Domnevne zlorabe UPPD je maja 2023 v obravnavo vzela parlamentarna preiskovalna komisija, posvečena preiskovanju morebitnega nedopustnega političnega vmešavanja v delo policije in drugih državnih organov v obdobju Janševe in Golobove vlade, ki je bila ustanovljena februarja istega leta.

## Odzivi

### Damijan Žugelj
Žugelj je objave portala N1 označil za politično maščevanje. Žugelj je glede preiskave zoper Šolaka zanikal vsakršno nepravilnost (vključno z izginotjem podatkov), anonimno prijavo, na podlagi katere je bila izvedena preiskava, pa je označil za morebitno zaroto "grabiteljev policijske in tožilske sfere." Žugelj je medijsko poročanje o domnevnih nepravilnostih pri delu UPPD pod svojim vodstvom označil za poskuse medijske diskreditacije s strani z Golobovo vlado povezanih medijev ter navedel, da je UPPD zoper anonimne medijske vire znotraj UPPD naznanil sum storitve kaznivih dejanj, a da organi pregona nimajo volje ukrepati. Obtožbe zoper sebe pa označil za maščevanje akterjev s povezavami znotraj UPPD, ki da jim nekonvencionalno a zato bolj uspešno delovanje UPPD pod Žugljevim vodstvom naj ne bi bilo po godu. Žugelj je nato očitke glede zlorab UPPD pod v času svojega vodstva označil za del obsežne zarote mafijske klike z "Obale" (med katere naj bi spadala tudi aktualna vodja UPPD Aniko Vrabec Božič in pretekli vodja UPPD Darko Muženič): "Vi Obala, iz Ankaransko-Hrvatinskega hriba, že več kot desetletje destabilizirate Slovenijo in ste grožnja njeni Ustavni ureditvi in institucijam."

### Ostali
Nekdanji direktor UPPD Klaudijo Stoligo je glede preiskave zoper Šolaka za N1 med drugim povedal: »Ne poznam niti enega dobro delujočega urada na svetu, ki bi na podlagi z ničemer podkrepljene anonimke začel z vsesplošnim in množičnim zbiranjem podatkov, ne da bi poprej na manjšem vzorcu skušal preveriti, ali katerakoli od navedb v anonimki drži. Ta in nekatere druge, javnosti že znane okoliščine v zvezi z delovanjem urada v času vodenja gospoda Žuglja, kažejo na to, da bi lahko tudi v tem primeru prišlo do zlorabe pooblastil urada za nezakonite namene.« in »Pregled in kakovostna analiza tako obsežnega števila podatkov in ugotavljanje, ali obstajajo razlogi za sum, v tako kratkem času ni mogoča.« Za 24ur.com je komentiral kadrovanje na UPPD v času 3. Janševe vlade: »Urad 20 let ni imel zaposlenih ljudi s strankarsko izkaznico. To omogoča zlorabo, zlasti če to prihaja s strani stranke, ki je sama bila vključena v problematična financiranja v preteklosti.« Glede preiskave zoper Šolaka je Stoligo dejal: »Za tako obsežno preiskavo urada, ki bi šla tako daleč, sploh pa na podlagi anonimke, nisem slišal še nikoli.«
Janša je navedbe o dogovoru z Vučićem zanikal.
Odgovorni urednik Mladine Grega Repovž je v uredniškem uvodniku zapisal, da je med javno izpostavljenimi osebami v Sloveniji SDS-ovo zbiranje obremenjujočih oz. drugače občutljivih osebnih podatkov (tako političnih nasprotnikov kot tudi zaveznikov oz. sopotnikov) za politične potrebe splošno znano in samoumevno: "Da se to dogaja, namreč vedo vsi, to je postalo del življenja v tej državi." Repovž trdi, da se Slovenci na izpostavljenih funkcijah zaradi strahu pred prisluškovanjem SDS že dlje časa o občutlivnih temah z novinarji ne pogovarjajo več prek običajnih telefonjskih linij, temveč zgolj še prek enkriptiranih komunikacijskih kanalov. Repovž ob tem izpostavi, da so leta 1994 Janševemu tedanjemu političnemu izobčenju botrovale zlorabe vojaške policije in obveščevalne službe in poseg vojske v civilno sfero ter da se je že pred tem zgodil primero vpogledovanje v zasebno pošto Rudija Rizmana, ki da je bila očitno izvedena s posebnimi obveščevalnimi metodami. Repovž izpostavi tudi dejstvo, da je bilo v obdobju 3. Janševe vlade razkrito, da je izraelsko vohunsko podjetje Candiru (ki razvija in obratuje vohunsko programsko opremo za prisluškovanje računalnikom in telefonskim napravam) obratovalo lažno spletno stran, ki bi lahko namenjena infiltraciji slovenskih tarč. Repovž zapis zaključi z besedami: "Ni namreč grozljivo le to, kar danes vemo o zbiranju teh osebnih podatkov in brskanju po njihovem življenju, ampak tisto, česar ne vemo. Vemo le to, da nihče, ne na levi ne na desni, ne dvomi, da se to dejansko dogaja."